# Даррисо, Кристиан
Кристиан Даррисо (англ. Christian Darrisaw; 2 июня 1999, Питерсберг, Виргиния) — профессиональный американский футболист, тэкл нападения клуба НФЛ «Миннесота Вайкингс». На студенческом уровне играл за команду Политехнического университета Виргинии. На драфте НФЛ 2021 года был выбран в первом раунде под общим 23 номером.

## Биография
Кристиан Даррисо родился 2 июня 1999 года в Питерсберге в Виргинии. Окончил старшую школу Ривердейл Баптист в городе Аппер-Мальборо в Мэриленде, в 2016 году в составе команды Балтимора играл в матче всех звёзд штата. В 2017 году учился в военной подготовительной школе Форк-Юнион, после чего поступил в Политехнический университет Виргинии.

### Любительская карьера
В 2018 году Даррисо дебютировал в футбольном турнире NCAA, сразу же заняв место стартового левого тэкла команды. В сезоне 2019 года он сыграл во всех тринадцати матчах. Трижды по ходу турнира издание Pro Football Focus включало его в сборную лучших игроков недели. В сокращённом из-за пандемии COVID-19 сезоне 2020 года Даррисо сыграл в стартовом составе Хокис в девяти играх. По итогам года он был включён в состав сборной звёзд конференции ACC.

### Профессиональная карьера
Перед драфтом НФЛ 2021 года аналитик издания Bleacher Report Брэндон Торн ставил Даррисо на четвёртое место среди тэклов, прогнозируя ему выбор в первом раунде. К плюсам игрока он относил хорошую стартовую скорость, терпение и понимание игры, умение контролировать своё тело, физическую силу, большой радиус действий. Недостатками Торн называл нестабильную работу ног, низкую эффективность в выносном нападении, небольшой арсенал технических приёмов.
На драфте Даррисо был выбран «Миннесотой» в первом раунде под общим 23 номером. В мае он подписал с клубом четырёхлетний контракт, сумма соглашения составила 13,35 млн долларов. В начале дебютного для себя чемпионата он пропустил три матча из-за травмы паха, затем ещё две игры провёл в резерве. На шестой неделе Даррисо был включён в стартовый состав команды. Всего он принял участие в двенадцати матчах сезона, заняв по итогам года 36 место среди 83 тэклов по оценкам Pro Football Focus. Также он получил приз лучшему новичку сезона в составе «Вайкингс».